# Kalligrammula senckenbergiana
Kalligrammula senckenbergiana là một loài côn trùng trong họ Kalligrammatidae thuộc bộ Neuroptera. Loài này được Handlirsch miêu tả năm 1919.